# Siegfried Knappe
Siegfried Knappe (15. ledna 1917 Brunsbüttel – 1. prosince 2008 Cincinnati) byl důstojník německé armády během druhé světové války. Ke konci války byl umístěn v Berlíně, kde denně informoval ve vůdcově bunkru o situaci.

## Druhá světová válka
Jako mladý poručík dělostřelectva (Leutnant der Artillerie) v armádní skupině Kleist, se účastnil invaze do Francie. Byl vyznamenán za akce, které se konaly v noci ze dne 14. června 1940. Akce se uskutečnila v oblasti Paříže, jižně od Tremblay-en-France, na kanálu Ourcq. Skupina francouzských námořníků zřejmě nebyla informována o rozhodnutí vyhlásit v Paříži otevřené město. Jako výsledek bránili most s kulomety z domu přes kanál. Německé pěchotě se nepodařilo vyčistit prostor z minometné palby, byla vyžádána dělostřelecká podpora. Přestože byl praporní pobočník a nebylo jeho povinností střílet, odešel na frontu s pěchotou. Protože oblast byla zalesněna, 105 mm dělo mělo být připraveno vystřelit téměř na místě zblízka přímo do domu. Německá pěchota byla skryta za budovy u mostu, kde manévrovala.
Kulka jej zranila na zadní straně ruky vystupující přes zápěstí. Dne 19. června 1940 byl evakuován. Za statečnost obdržel Železný kříž 2. třídy a získal také černý Odznak za zranění za své zranění.
V boji pokračoval na východní frontě a v italské kampani. Zatímco účast na invazi Sovětského svazu v roce 1941, kdy obdržel Železný kříž 1. třídy za statečnost, a to zejména pro hlavní dělostřelecké útoky z přední pozice. V průběhu své kariéry byl dvakrát zraněn. Po absolvování Koleje generálního štábu byl povýšen do hodnosti majora a 2. světovou ukončil válku v boji o Berlín ve štábu generála Helmutha Weidlinga ve funkci ordonančního důstojníka a posledního operačního důstojníka.

## Po válce
Po návratu ze sovětského zajetí se přestěhoval se svou rodinou do Spojených států. Tam napsal své memoáry, které byly publikovány pod názvem „Soldat: Vzpomínky německého vojáka, 1936-1949.“
Svými paměťmi pomohl při vytváření filmu Pád Třetí říše, který vypráví o posledních dnech německého diktátora Adolfa Hitlera. Sám se v tomto filmu také objevuje, jeho postavu ztvárnil herec Oleg Popov.
Zemřel 1. prosince 2008 ve věku 91 let.